# Quasipaa spinosa
Quasipaa spinosa är en groddjursart som först beskrevs av Armand David 1875.  Quasipaa spinosa ingår i släktet Quasipaa och familjen Dicroglossidae. IUCN kategoriserar arten globalt som sårbar. Inga underarter finns listade i Catalogue of Life.